# Migtub

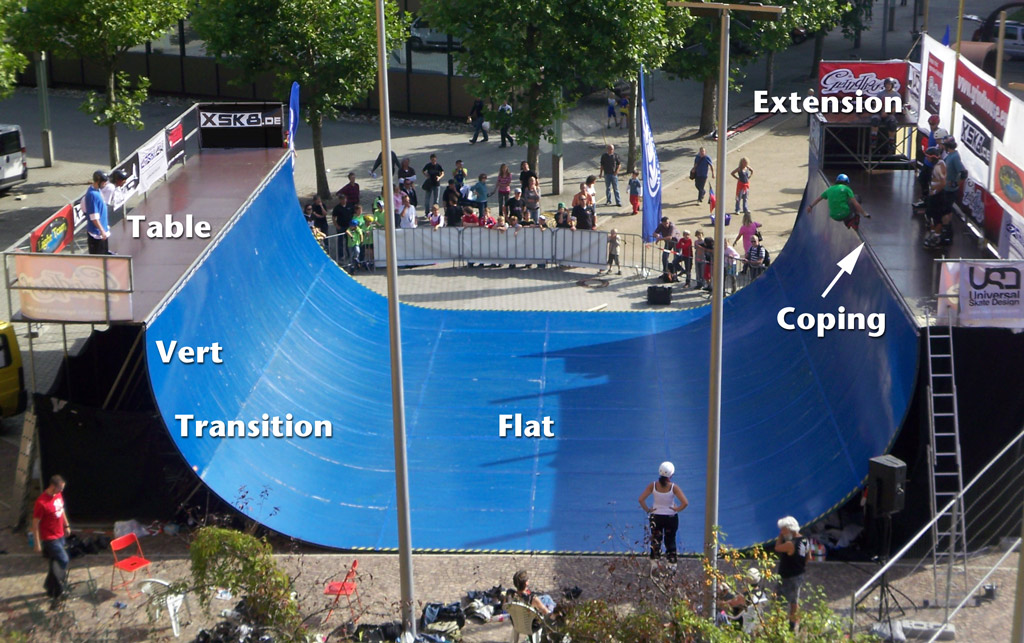
Una estructura de migtub.

El migtub (en anglès, half-pipe o halfpipe) és una estructura llisa en forma de mitja U que s'usa a la modalitat, anomenada també de migtub, d'alguns esports de lliscament o sobre rodes, com el patinatge, el surf de neu, el BMX o el monopatí.

## Origen
Es tracta d'una estructura que va néixer, com d'altres similars, amb la idea de reproduir una característica espontània d'un terreny natural o artificial per a poder entrenar i gaudir de les acrobàcies que permet. Per exemple, als esports de neu és possible trobar terrenys amb característiques similars a les cavitats dels rius.